# Fernando Sagnier Muñoz
Fernando Sagnier Muñoz (Barcelona, 5 d'agost de 1921 - Barcelona, 24 d'abril de 1999) fou un atleta català especialitzat en proves combinades i dirigent esportiu.
Pel que fa a clubs, va pertànyer al RCD Espanyol i al SEU de Barcelona. Es proclamà campió de Catalunya de salt de perxa l'any 1944, però la seva principal especialitat era el decatló, on fou campió de Catalunya el 1945, subcampió el 1946 i tercer el 1947.
Un cop retirat, el 1957, va entrar com a vicepresident a la junta directiva de la federació catalana, que presidia Fernando Serrano Misas. Va ser el president de la Federació Provincial de Barcelona d'Atletisme, que feia la funció de Federació Catalana, entre el 28 de juliol de 1966 i el mes de gener de 1968, quan va ser substituït per Francisco Sánchez Madriguera.

## Palmarès
Campió de Catalunya
- salt amb perxa: 1944
- decatló: 1945